# Franco Pedroni
Franco Pedroni (Somma Lombardo, 13 settembre 1926 – Gallarate, 12 febbraio 2001) è stato un allenatore di calcio e calciatore italiano, di ruolo difensore o centrocampista.

## Biografia
Ebbe i primi contatti col calcio presso il collegio De Filippi di Arona, frequentato anche da Giampiero Boniperti. Studiò disegno tecnico e lavorò negli anni Quaranta presso le officine Breda; lasciò quest'impiego nel dopoguerra, quando divenne calciatore professionista con la Gallaratese, squadra con cui debuttò in Serie B. Giocò poi in A con Como, Milan ed Alessandria.
Al termine della carriera di calciatore fu allenatore, per lo più nelle serie minori; parallelamente, gestì un negozio di cartoleria e poi un'agenzia di assicurazioni col cognato, l'ex calciatore Alfio Fontana (che allenò al Casale), a Somma Lombardo.
Nella seconda metà degli anni Ottanta fu anche presidente della Gallaratese.
Morì nel 2001, dopo una lunga malattia.

## Caratteristiche tecniche

### Giocatore
Originariamente terzino sinistro, durante la militanza nel Como fu spostato a centromediano nel sistema.
È rammentato da Angelo Rovelli, firma storica della Gazzetta dello Sport, come «uno di quei difensori spigolosi, tutto temperamento, ardore e coraggio». Il giornalista alessandrino Marcello Marcellini lo descrisse «forte di testa, duro di piede, scaltro e a volte implacabile»; il cronista della Stampa Ettore Berra all'epoca della militanza nell'Alessandria lo definì «elemento equilibratore del gioco difensivo, ultimo baluardo di sicurezza, chiave di volta della squadra». Più recentemente Massimo Delfino ne ha ricordato «la buona visione di gioco [...]. La sua sicurezza nei disimpegni e nei lanci entusiasmava gli spettatori».

### Allenatore
Pur non arrivando ad eguagliare la raffinatezza e i successi dell'Inter di Foni o delle squadre di Nereo Rocco, l'Alessandria di Pedroni è stata un'autorevole rappresentante del catenaccio. Per la necessità di contrastare le più attrezzate formazioni di Serie A, il "non gioco" adottato dai calciatori grigi assunse talvolta caratteri estremi, inducendoli a radunarsi tutti nella propria area per difendere un risultato utile o a provocare perdite di tempo; questo atteggiamento rinunziatario poteva provocare contestazioni da parte dei tifosi avversari, soprattutto durante le trasferte; i cronisti arrivarono a parlare di «catenaccissimo grigio».
Marcellini descrisse Pedroni «allergico al gioco come bizzarria di invenzioni [...]: il suo calcio deve essere chiaro, semplice, spedito, si deve andare sempre al pratico, al sodo. A lui non interessa primeggiare in campo, a lui importa il risultato. Se si deve attaccare si attacca, se si deve difendere ci si difende». Pedroni fu peraltro mentore di Osvaldo Bagnoli, altro allenatore pragmatico che conobbe fortuna sfruttando vari aspetti del catenaccio.
Seppe mostrare anche un gioco più propositivo alla Pro Patria, nel 1962-1963; cronache dell'epoca parlano di una squadra dotata «d'individualità tali da consentire al "Pedro" di smentire la sua fama di catenacciaro ad oltranza» e «in grado di sviluppare una massa di gioco offensivo difficile da arginare per qualsiasi difesa».

## Carriera

### Giocatore

#### Club

##### Como
Acquistato dal Como dopo le militanze nella Gallaratese e nella Sommese, divenne terzino titolare (e, all'occorrenza, centromediano) del Como di fine anni Quaranta, squadra definita nella stagione 1948-1949 «Torino della Serie B» per l'andamento spedito in campionato, e poi sesto al debutto in A.
Pedroni esordì in massima serie l'11 settembre 1949, nella gara Como-Palermo 1-0. Considerato uno degli «elementi interessanti» della squadra allenata da Mario Varglien, le sue prestazioni gli valsero varie convocazioni nelle nazionali minori e offerte di varie società, tra cui la Juventus, che i dirigenti lombardi rifiutarono.

##### Milan

Il Milan 1954-1955 con il tricolore sul petto.

Il Milan lo acquistò nel 1952 in cambio del portiere Bardelli e di un esborso in denaro, individuando in lui un jolly difensivo in grado di essere riserva sia del laterale Zagatti che del libero Tognon.
Pur trovandosi «a proprio agio» nel blocco difensivo, faticò a giocare con regolarità, dapprima a causa di problemi fisici (nell'ottobre 1952 fu colpito improvvisamente da appendicite, e operato d'urgenza), successivamente per via del rapporto conflittuale con l'allenatore Béla Guttmann, che in un'occasione arrivò ad escluderlo dai titolari accusandolo di scarso impegno. Riabilitato da Héctor Puricelli, collezionò dieci presenze in campionato nella stagione 1954-1955, nella quale la squadra rossonera conquistò il suo quinto scudetto.
Giocò con più continuità l'anno successivo, dopo l'arrivo di Giuseppe Viani alla guida della squadra. Ricoprì il ruolo di libero, particolarmente importante negli schemi difensivi dell'allenatore veneto; contribuì dunque al raggiungimento del secondo posto in campionato e della semifinale di Coppa dei Campioni e alla conquista della Coppa Latina.

##### Alessandria

L'Alessandria 1957-1958; Pedroni è il secondo in piedi da sinistra.

Nella stagione 1956-1957 fu ingaggiato dell'Alessandria, club di Serie B con ambizioni di alta classifica. Secondo Marcellini in Piemonte «trova ambiente e situazioni che lo stimolano e lo realizzano»; a soli trent'anni, infatti, era calciatore, capitano ed allenatore della squadra cinerina. È perciò ricordato dal giornalista Ugo Boccassi come «braccio e mente dell'Alessandria» di fine anni Cinquanta e come «artefice del grande ritorno» nel massimo campionato, avvenuto al termine di quel torneo. Il Corriere dello Sport lo indicò tra i migliori calciatori del campionato, selezionandolo nella propria formazione ideale.
Pedroni giocò nell'Alessandria per altre tre stagioni in Serie A, fornendo buone prestazioni che, nel dicembre 1957, gli valsero anche una convocazione in Nazionale. Al termine della stagione 1956-1957 fu indicato dai cronisti come il terzo miglior centromediano del campionato dopo Rino Ferrario e Giovanni Azzini.

#### Nazionale
Giocò un'unica gara da titolare con la formazione giovanile, a Palermo, l'8 aprile 1951 (Italia-Grecia 3-0); la prestazione fu giudicata negativamente dall'inviato del Corriere dello Sport Giuseppe Sabelli Fioretti.
Figurò tra i convocati della Nazionale maggiore nel dicembre 1957, ma non conta alcuna presenza con la prima squadra.

### Allenatore

#### L'Alessandria e la scoperta di Gianni Rivera

Pedroni, terzo da sinistra, con alcuni dirigenti alessandrini in occasione della festa per la promozione in A, il 23 giugno 1957.

Nell'aprile del 1957 fu scelto dal presidente Silvio Sacco per guidare la squadra con il contributo di Luciano Robotti, dopo l'esonero di Mario Sperone, deciso in conseguenza di un calo di rendimento. La gestione fu lodata dalla critica: «L'Alessandria, affidando ancora a Pedroni la guida tecnica della squadra in Serie A, ha vinto inconsapevolmente un terno al lotto. Franco, a dispetto della diffidenza che lo circondava inizialmente, si è dimostrato un tecnico pieno di buon senso». L'attenta tattica da lui predisposta garantì alla squadra la promozione in A e il mantenimento della categoria per alcune stagioni; si dimostrò scrupoloso ed intransigente, arrivando a multarsi per essere giunto in ritardo ad un allenamento.
Pedroni è poi ricordato per aver lanciato il non ancora sedicenne Gianni Rivera in Serie A. Rivera gli manifestò spesso gratitudine: «Ebbe il coraggio di farmi giocare molto presto in una squadra che giocava per la salvezza». Ebbe inoltre il merito di segnalarlo al Milan, caldeggiandone l'acquisto a Viani: «Voleva assolutamente che il Milan si accorgesse di me, e che diventassi rossonero». «Forse esagero, ma dico che rischiò la vita facendomi debuttare così giovane. E poi scommise subito su di me: grazie all'amicizia con Viani, mi portò a fare il provino nel Milan e capì che i rossoneri mi avrebbero preso».

#### Gli ultimi anni
Dopo la retrocessione dell'Alessandria dalla Serie A (1960), si dedicò ad altre attività professionali, allenando parallelamente varie squadre minori nel Nord Italia; sono ricordati in particolare un buon campionato alla Pro Patria, in Serie B, dove giunse quando ormai sembrava deciso a lasciare il mondo del calcio, e un'esperienza al Verbania, dove ebbe per secondo Osvaldo Bagnoli.

## Statistiche

### Presenze e reti nei club
| Stagione           | Squadra            | Campionato         | Campionato | Campionato | Coppe nazionali | Coppe nazionali | Coppe nazionali | Coppe continentali | Coppe continentali | Coppe continentali | Totale | Totale |
| Stagione           | Squadra            | Comp               | Pres       | Reti       | Comp            | Pres            | Reti            | Comp               | Pres               | Reti               | Pres   | Reti   |
| ------------------ | ------------------ | ------------------ | ---------- | ---------- | --------------- | --------------- | --------------- | ------------------ | ------------------ | ------------------ | ------ | ------ |
| 1946-1947          | Gallaratese        | B                  | 38         | 0          | -               | -               | -               | -                  | -                  | -                  | 38     | 0      |
| 1947-1948          | Gallaratese        | B                  | 33         | 0          | -               | -               | -               | -                  | -                  | -                  | 33     | 0      |
| Totale Gallaratese | Totale Gallaratese | Totale Gallaratese | 52         | 0          |                 | -               | -               |                    | -                  | -                  | 52     | 0      |
| 1948-1949          | Como               | B                  | 38         | 0          | -               | -               | -               | -                  | -                  | -                  | 38     | 0      |
| 1949-1950          | Como               | A                  | 33         | 0          | -               | -               | -               | -                  | -                  | -                  | 33     | 0      |
| 1950-1951          | Como               | A                  | 35         | 1          | -               | -               | -               | -                  | -                  | -                  | 35     | 1      |
| 1951-1952          | Como               | A                  | 38         | 0          | -               | -               | -               | -                  | -                  | -                  | 38     | 0      |
| Totale Como        | Totale Como        | Totale Como        | 144        | 1          |                 | -               | -               |                    | -                  | -                  | 144    | 1      |
| 1952-1953          | Milan              | A                  | 21         | 1          | -               | -               | -               | -                  | -                  | -                  | 21     | 1      |
| 1953-1954          | Milan              | A                  | 11         | 0          | -               | -               | -               | -                  | -                  | -                  | 11     | 0      |
| 1954-1955          | Milan              | A                  | 10         | 0          | -               | -               | -               | CL                 | 2                  | 0                  | 12     | 0      |
| 1955-1956          | Milan              | A                  | 23         | 0          | -               | -               | -               | CC+CL              | 4+1                | 0                  | 28     | 0      |
| Totale Milan       | Totale Milan       | Totale Milan       | 65         | 1          |                 | -               | -               |                    | 7                  | 0                  | 72     | 1      |
| 1956-1957          | Alessandria        | B                  | 31+1       | 0          | -               | -               | -               | -                  | -                  | -                  | 32     | 0      |
| 1957-1958          | Alessandria        | A                  | 24         | 0          | CI              | 1               | 0               | -                  | -                  | -                  | 25     | 0      |
| 1958-1959          | Alessandria        | A                  | 27         | 0          | CI              | 3               | 0               | -                  | -                  | -                  | 30     | 0      |
| 1959-1960          | Alessandria        | A                  | 26         | 0          | CI              | 1               | 0               | -                  | -                  | -                  | 27     | 0      |
| Totale Alessandria | Totale Alessandria | Totale Alessandria | 109        | 0          |                 | 5               | 0               |                    | -                  | -                  | 114    | 0      |
| 1960-1961          | Pro Vercelli       | C                  | 4          | 0          | -               | -               | -               | -                  | -                  | -                  | 4      | 0      |
| Totale carriera    | Totale carriera    | Totale carriera    | 374        | 2          |                 | 5               | 0               |                    | 7                  | 0                  | 386    | 2      |

### Statistiche da allenatore
| Stagione           | Squadra            | Campionato         | Campionato | Campionato | Campionato | Campionato | Coppe nazionali | Coppe nazionali | Coppe nazionali | Coppe nazionali | Coppe nazionali | Totale | Totale | Totale | Totale | % Vittorie |
| Stagione           | Squadra            | Comp               | G          | V          | N          | P          | Comp            | G               | V               | N               | P               | G      | V      | N      | P      |            |
| ------------------ | ------------------ | ------------------ | ---------- | ---------- | ---------- | ---------- | --------------- | --------------- | --------------- | --------------- | --------------- | ------ | ------ | ------ | ------ | ---------- |
| 1956-1957          | Alessandria        | B                  | 7+1        | 4+1        | 2          | 1          | -               | -               | -               | -               | -               | 8      | 5      | 2      | 1      | 62,50      |
| 1957-1958          | Alessandria        | A                  | 34         | 9          | 12         | 13         | CI              | 6               | 1               | 1               | 4               | 40     | 10     | 13     | 17     | 25,00      |
| 1958-1959          | Alessandria        | A                  | 34         | 8          | 12         | 14         | CI              | 3               | 1               | 0               | 2               | 37     | 9      | 12     | 16     | 24,32      |
| 1959-1960          | Alessandria        | A                  | 34         | 8          | 12         | 14         | CI              | 2               | 1               | 0               | 1               | 36     | 9      | 12     | 15     | 25,00      |
| Totale Alessandria | Totale Alessandria | Totale Alessandria | 110        | 30         | 38         | 42         |                 | 11              | 3               | 1               | 7               | 121    | 33     | 39     | 49     | 27,27      |
| set.-dic. 1960     | Pro Vercelli       | C                  | 11         | 3          | 2          | 6          | -               | -               | -               | -               | -               | 11     | 3      | 2      | 6      | 27,27      |
| gen.-giu. 1961     | Casale             | C                  | 20         | 6          | 4          | 10         | -               | -               | -               | -               | -               | 20     | 6      | 4      | 10     | 30,00      |
| 1962-1963          | Pro Patria         | B                  | 38         | 11         | 16         | 11         | CI              | 1               | 0               | 0               | 1               | 39     | 11     | 16     | 12     | 28,21      |
| 1963-1964          | Mestrina           | C                  | ?          | ?          | ?          | ?          | -               | -               | -               | -               | -               | ?      | ?      | ?      | ?      | ?          |
| 1965-1966          | Casale             | D                  | 34         | 14         | 10         | 10         | -               | -               | -               | -               | -               | 34     | 14     | 10     | 10     | 41,18      |
| 1966-1967          | Casale             | D                  | 34         | 8          | 13         | 13         | -               | -               | -               | -               | -               | 34     | 8      | 13     | 13     | 23,53      |
| 1967-1968          | Casale             | D                  | 34         | 10         | 13         | 11         | -               | -               | -               | -               | -               | 34     | 10     | 13     | 11     | 29,41      |
| Totale Casale      | Totale Casale      | Totale Casale      | 122        | 38         | 40         | 44         |                 | -               | -               | -               | -               | 122    | 38     | 40     | 44     | 31,15      |
| 1969-1970          | Verbania           | C                  | 38         | 11         | 11         | 16         | -               | -               | -               | -               | -               | 38     | 11     | 11     | 16     | 28,95      |
| Totale carriera    | Totale carriera    | Totale carriera    |            |            |            |            |                 | -               | -               | -               | -               | 331+   | 96+    | 108+   | 127+   | ~29,00%    |

## Palmarès

### Giocatore
- Campionato italiano: 1

Milan: 1954-1955
- Serie B: 1

Como: 1948-1949
- Coppa Latina: 2

Milan: 1956